# Monte Davidoff
Monte Davidoff (pronunciado [ˈmɒnti ˈdeɪvɪdɒf] nació en 1956) es programador de computadores estadounidense. Se graduó del Nicolet High School en Glendale (Wisconsin) en 1974. Fue a la Universidad de Harvard, en donde se especializó en matemáticas aplicadas, el departamento en Harvard que, en ese tiempo, incluía ciencias de la computación. También trabajó en WHRB, la estación de radio de la universidad. Se graduó en Harvard en 1978.
Es más conocido por escribir las rutinas de aritmética de punto flotante para el Altair BASIC mientras estaba en Harvard. Las rutinas fueron reusadas posteriormente en los productos Microsoft BASIC para otros sistemas. Trabajó posteriormente Honeywell Information Systems en el proyecto Multics, Tandem Computers, Ready Systems, y Stratus Computer. Desde 2000 es consultor a través de su propia compañía, Alluvial Software.